# ラファエル・エリアス・ダ・シウヴァ
ラファエル・エリアス（葡: Rafael Elias）またはパパガイオ（葡: Papagaio）もしくはラファエル・パパガイオ（葡: Rafael Papagaio）ことラファエル・エリアス・ダ・シウヴァ（葡: Rafael Elias da Silva、1999年4月12日 - ）は、ブラジル・サンパウロ州サンパウロ出身のプロサッカー選手。Jリーグ・京都サンガF.C.所属。ポジションはフォワード（センターフォワード）。　
Jリーグでの登録名はラファエル・エリアス（Rafael Elias）。

## クラブ経歴
アソシアソン・ポルトゥゲーザ・ジ・デスポルトスの下部組織からSEパルメイラスの下部組織に移った。2018年3月6日、カンピオナート・パウリスタでトップチーム初出場。5月27日にカンピオナート・ブラジレイロ・セリエAで初出場を記録した。2019年、アトレチコ・ミネイロに期限付き移籍。
2024年5月に京都サンガF.C.のゼネラルマネージャーに就任した大熊清によって、6月に期限付き移籍で京都サンガF.C.に加入。7月20日のジュビロ磐田戦に後半から出場し、移籍後初得点を記録した。8月17日のセレッソ大阪戦ではハットトリックを決めた。10月6日、第33節のヴィッセル神戸戦で得点を挙げ、10試合で2桁ゴールを達成、加入後10試合で10得点は1994年にベンチーニョが記録した記録と並んでJリーグにおける最速記録となった。第36節の川崎フロンターレ戦でPKで1-1とする同点弾を決め、勝ち点1を獲得、この結果チームはJ1残留となるなど、13試合で11得点を挙げ、残留争いをしていたチームの救世主となった。シーズン終了後に京都へ完全移籍。
2025年4月6日の鹿島アントラーズ戦でハットトリックの活躍を見せ、3-4の逆転勝利に貢献し、鹿島のホームゲーム27試合無敗の記録を止めた。第11節には1得点1アシストで逆転勝利、クラブ史上初の首位浮上に貢献した。

## 代表経歴
2018年12月13日、2019 南米ユース選手権のメンバーに選ばれた。

## 日本での個人成績
| 国内大会個人成績 | 国内大会個人成績 | 国内大会個人成績 | 国内大会個人成績 | 国内大会個人成績 | 国内大会個人成績 | 国内大会個人成績 | 国内大会個人成績 | 国内大会個人成績 | 国内大会個人成績 | 国内大会個人成績 | 国内大会個人成績 |
| 年度             | クラブ           | 背番号           | リーグ           | リーグ戦         | リーグ戦         | リーグ杯         | リーグ杯         | オープン杯       | オープン杯       | 期間通算         | 期間通算         |
| 年度             | クラブ           | 背番号           | リーグ           | 出場             | 得点             | 出場             | 得点             | 出場             | 得点             | 出場             | 得点             |
| 日本             | 日本             | 日本             | 日本             | リーグ戦         | リーグ戦         | リーグ杯         | リーグ杯         | 天皇杯           | 天皇杯           | 期間通算         | 期間通算         |
| ---------------- | ---------------- | ---------------- | ---------------- | ---------------- | ---------------- | ---------------- | ---------------- | ---------------- | ---------------- | ---------------- | ---------------- |
| 2024             | 京都             | 99               | J1               | 15               | 11               | -                | -                | 2                | 0                | 17               | 11               |
| 2025             | 京都             | 9                | J1               |                  |                  |                  |                  |                  |                  |                  |                  |
| 通算             | 日本             | 日本             | J1               | 15               | 11               | -                | -                | 2                | 0                | 17               | 11               |
| 総通算           | 総通算           | 総通算           | 総通算           | 15               | 11               | -                | -                | 2                | 0                | 17               | 11               |